# Gaschurn
Gaschurn è un comune austriaco di 1 468 abitanti nel distretto di Bludenz, nel Vorarlberg. Stazione sciistica, ha ospitato tra l'altro le gare di combinata nordica del XII Festival olimpico invernale della gioventù europea e i Campionati austriaci di sci alpino nel 1967 e nel 2014.